# Lasioglossum huttoni
Lasioglossum huttoni är en biart som först beskrevs av Cameron 1900.  Lasioglossum huttoni ingår i släktet smalbin, och familjen vägbin. Inga underarter finns listade i Catalogue of Life.